# Liste des intercommunalités du Loiret
Au 1er janvier 2020, le département du Loiret compte 16 établissements publics de coopération intercommunale à fiscalité propre dont le siège est dans le département (une métropole, une communauté d'agglomération et 14 communautés de communes), dont deux qui sont interdépartementaux. 

Découpage du département du Loiret en intercommunalités à fiscalité propre au 1er janvier 2017.

## Intercommunalités à fiscalité propre
Au 1er janvier 2019, le département du Loiret compte 16 établissements publics de coopération intercommunale à fiscalité propre dont le siège est dans le département (une métropole, une communauté d'agglomération et 14 communautés de communes), dont 2 qui sont interdépartementales. 
| Forme juridique            | Nom                                         | no SIREN  | Date de création | Nombre de communes      | Population (der. pop. légale) | Superficie (km2) | Densité (hab./km2) | Siège                    | Président           |
| -------------------------- | ------------------------------------------- | --------- | ---------------- | ----------------------- | ----------------------------- | ---------------- | ------------------ | ------------------------ | ------------------- |
| Métropole                  | Orléans Métropole                           | 244500468 | 1er janvier 2002 | 22                      | 292 001 (2021)                | 334,30           | 873                | Orléans                  | Olivier Carré       |
| Communauté d'agglomération | Agglomération montargoise et rives du Loing | 244500203 | 1er janvier 2002 | 15                      | 62 745 (2021)                 | 231,20           | 271                | Montargis                | Jean-Pierre Door    |
| Communauté de communes     | CC des Terres du Val de Loire               | 200070183 | 1er janvier 2017 | 25 (dont 21 dans le 45) | 49 674 (2021)                 | 659,20           | 75                 | Meung-sur-Loire          | Pauline Martin      |
| Communauté de communes     | CC des Loges                                | 244500427 | 1er janvier 1997 | 20                      | 43 116 (2021)                 | 549,70           | 78                 | Fay-aux-Loges            | Jean-Pierre Garnier |
| Communauté de communes     | CC du Pithiverais                           | 200066280 | 1er janvier 2017 | 31                      | 29 208 (2021)                 | 490,50           | 60                 | Pithiviers               | Jean-Claude Bouvard |
| Communauté de communes     | CC Canaux et Forêts en Gâtinais             | 200067676 | 1er janvier 2017 | 38                      | 27 294 (2021)                 | 752,50           | 36                 | Lorris                   | Albert Fevrier      |
| Communauté de communes     | CC du Pithiverais-Gâtinais                  | 200071850 | 1er janvier 2017 | 32                      | 25 693 (2021)                 | 432,90           | 59                 | Beaune-la-Rolande        | Delmira Dauvilliers |
| Communauté de communes     | Communauté des communes giennoises          | 244500211 | 1er janvier 2002 | 11                      | 24 088 (2021)                 | 357,80           | 67                 | Gien                     | Christian Bouleau   |
| Communauté de communes     | CC du Val de Sully                          | 200070100 | 1er janvier 2017 | 19                      | 24 156 (2021)                 | 590,30           | 41                 | Bonnée                   | Nicole Lepeltier    |
| Communauté de communes     | CC de la Cléry, du Betz et de l'Ouanne      | 200067668 | 1er janvier 2017 | 23 (dont 22 dans le 45) | 19 986 (2021)                 | 499,10           | 40                 | Château-Renard           | Lionel De Rafelis   |
| Communauté de communes     | CC Berry Loire Puisaye                      | 200068278 | 1er janvier 2017 | 20                      | 17 657 (2021)                 | 547,40           | 32                 | Briare                   | Alain Bertrand      |
| Communauté de communes     | CC des Quatre Vallées (Loiret)              | 244500419 | 1er janvier 1997 | 19                      | 17 150 (2021)                 | 286,90           | 60                 | Ferrières-en-Gâtinais    | Georges Gardia      |
| Communauté de communes     | CC de la Beauce loirétaine                  | 200035764 | 26 décembre 2012 | 23                      | 16 941 (2021)                 | 398,70           | 43                 | Patay                    | Thierry Bracquemond |
| Communauté de communes     | CC de la Forêt                              | 244500484 | 1er janvier 2000 | 10                      | 17 524 (2021)                 | 209,0            | 84                 | Neuville-aux-Bois        | Marie-Claude Donnat |
| Communauté de communes     | CC des Portes de Sologne                    | 200005932 | 14 novembre 2006 | 7                       | 15 544 (2021)                 | 415,0            | 38                 | La Ferté-Saint-Aubin     | Jean-Paul Roche     |
| Communauté de communes     | CC de la Plaine du Nord Loiret              | 244500542 | 26 novembre 2004 | 15                      | 6 785 (2021)                  | 248,40           | 27                 | Bazoches-les-Gallerandes | Martial Bourgeois   |

## Histoire

### 2010: tentative d'achèvement et de rationalisation de l'intercommunalité
À la fin des années 2000, plusieurs rapports font état de la multiplicité des acteurs dans le domaine de la gestion publique, de la faible lisibilité de l'organisation territoriale, de la parcellisation des compétences entre les différentes groupements communaux et de la complexité des financements. La réforme des collectivités territoriales de 2010 tente d'apporter une réponse à cette problématique avec la loi n°2010-1563 du 16 décembre 2010 qui définit trois objectifs principaux en ce qui concerne l'intercommunalité : achever la carte intercommunale d'ici au 31 décembre 2013, rationaliser les périmètres existants et simplifier l'organisation intercommunale actuelle.
Au 1er janvier 2011, le Loiret compte 22 communautés de communes et 2 communautés d'agglomération : ainsi près de 80 % des communes du département représentant 90 % de la population appartiennent à un EPCI à fiscalité propre. Toutefois, 68 communes restent isolées : les 10 communes du canton d'Artenay, les 13 communes de canton de Patay, les 15 communes du canton de Courtenay, les 10 communes du canton de Meung-sur-Loire, les 10 communes du canton de Sully-sur-Loire, et les communes isolées de Bougy-lez-Neuville, Férolles, Chatenoy, Saint-Maurice-sur-Fessard, Chevillon-sur-Huillard, Lombreuil, Mormant-sur-Vernisson, Solterre, Boismorand et Neuvy-en-Sullias. Le Loiret est alors le département de la Région Centre comprenant le plus de communes isolées.
Pour répondre aux objectifs de la loi et en particulier à celui de la couverture intégrale du département par des intercommunalités, le schéma départemental de coopération intercommunale arrêté le 26 décembre 2011 prévoit le rattachement des 68 communes isolées à des EPCI à fiscalité propre, la création de 4 nouvelles communautés de communes et la fusion de 3 communautés de communes. Le principal objectif de couverture du territoire est atteint avec la création de trois nouvelles communautés de communes :
- la communauté de communes du Betz et de la Cléry, le 22 décembre 2011, regroupant les communes du canton de Courtenay[22] ;
- la communauté de communes du Sullias, le 1er décembre 2012, regroupant 11 communes du secteur de Sully-sur-Loire[23] ;
- la communauté de communes de la Beauce loirétaine, le 26 décembre 2012[24], regroupant les communes des cantons d'Artenay et de Patay.

La fusion envisagée de trois communautés de communes (de Beauce et du Gâtinais, du Cœur du Pithiverais et du Plateau Beauceron) n'aboutit toutefois pas.

### 2017: la nouvelle carte communale du Loiret issue de la Loi NOTRe
Au 1er janvier 2015, le département est couvert par 28 établissements publics de coopération intercommunale à fiscalité propre répartis de la manière suivante : 2 communautés d’agglomération et 26 communautés de communes dont 19 ont moins de 15 000 habitants. Par ailleurs, Le Loiret compte également à cette date 189 syndicats intercommunaux et syndicats mixtes.
Dans une tribune publiée le 2 juin 2014, le Président François Hollande annonce que les intercommunalités disposant de « moyens trop faibles pour porter des projets », devront regrouper au moins 15 000 habitants à partir du 1er janvier 2017, contre 5 000 auparavant. De fait le titre II (articles 33 à 38) de la Loi portant nouvelle organisation territoriale de la République, promulguée le 8 août 2015, est consacré à l’intercommunalité : « Des intercommunalités renforcées ». Il fixe un objectif de refonte du schéma départemental de coopération intercommunale (arrêté pour le Loiret le 26 décembre 2011) en tenant compte de ce seuil de 15 000 habitants. Ce seuil, sans pouvoir être inférieur à 5 000 habitants, peut être adapté :
- pour les EPCI ayant une densité de population inférieure à la moitié de la densité nationale au sein d’un département ayant une densité inférieure à la densité nationale (103,4 hab/km2).
- pour les EPCI dont la densité démographique est inférieure à 30 % de la densité nationale (103,4 hab/km2).

Le Schéma départemental de coopération intercommunale du Loiret est arrêté sur ces bases le 30 mars 2016. Il prévoit la création de sept nouvelles communautés de communes, dont celle résultant de la fusion des 3 communautés de communes du Pithiverais qui n'avait pas abouti à la suite du schéma départemental de coopération intercommunale de 2011. La communauté de communes de la Plaine du Nord Loiret, avec une très faible densité de population (inférieure à 30 % de la densité nationale), a un seuil maintenu à 5 000 habitants, et son périmètre demeure inchangé. Les arrêtés préfectoraux sont pris après concertation sans modification notable.
Les sept nouvelles intercommunalités résultent des fusions des intercommunalités suivantes :
| Nouvelles intercommunalités            | Intercommunalités fusionnées                                                                        |
| -------------------------------------- | --------------------------------------------------------------------------------------------------- |
| CC Canaux et forêts en Gâtinais        | CC du canton de Lorris + CC de Châtillon-Coligny + CC du Bellegardois                               |
| CC de la Cléry, du Betz et de l'Ouanne | CC du Betz et de la Cléry + CC de Château-Renard                                                    |
| CC des Terres du Val de Loire          | CC de la Beauce oratorienne + CC du Canton de Beaugency + CC du Val des Mauves + CC du Val d'Ardoux |
| CC du Berry Loire Puisaye              | CC du Canton de Briare + CC du Canton de Châtillon-sur-Loire                                        |
| CC du Pithiverais                      | CC du Plateau Beauceron + CC de Beauce et du Gâtinais - CC Le Cœur du Pithiverais                   |
| CC du Pithiverais-Gâtinais             | CC du Beaunois + CC des Terres Puiseautines                                                         |
| CC du Val de Sully                     | CC Val d'Or et Forêt + CC du Sullias + Vannes-sur-Cosson                                            |

### 2017: de l'AgglO à la métropole
Par ailleurs en 2014, la loi de modernisation de l'action publique territoriale et d'affirmation des métropoles, dite loi MAPTAM, vise à clarifier les compétences des collectivités territoriales en créant de nouvelles métropoles venant s'ajouter aux 11 métropoles de droit commun déjà existantes (Toulouse, Lille, Bordeaux, Nantes, Strasbourg, Rennes, Rouen, Grenoble, Montpellier et Brest et Nice créée en 2011). Les territoires de plus de 400 000 habitants situés dans une aire urbaine de plus de 650 000 habitants sont obligatoirement transformés en métropoles. D'autres territoires de plus de 400 000 habitants dans lequel se situe un chef-lieu de région ou qui sont au centre d'une zone d'emploi de plus de 400 000 habitants où elles jouent un rôle stratégique sur leur région, peuvent être transformés en métropole à leur demande. Orléans, capitale régionale, comme Dijon, ne répond toutefois pas à ces critères et ne peut donc prétendre au statut de métropole sans une modification de la loi. Plusieurs parlementaires tant de gauche que de droite, notamment Serge Grouard, Jean-Pierre Sueur et le maire d’Orléans Olivier Carré ainsi que le président de l’agglomération Charles-Éric Lemaignen, mènent alors un lobbying en ce sens. Ils obtiennent gain de cause avec l'ajout d'un article spécifique au sujet dans le projet de loi sur le statut de Paris et l'aménagement métropolitain présenté en conseil des ministres le 3 août 2016. Pour se transformer en communauté urbaine puis en métropole, la communauté d’agglomération « Orléans-Val de Loire » doit se conformer aux exigences imposées par la loi. En particulier pour se transformer en EPCI à fiscalité propre relevant d’une autre catégorie, les EPCI à fiscalité propre doivent d’abord exercer les compétences fixées pour la catégorie visée, sous réserve de respecter les conditions de création ex nihilo, notamment de population. Cette règle générale s’applique aussi bien pour la transformation en communauté urbaine que pour la transformation en métropole. Ainsi le conseil de communauté du 29 septembre 2016 approuve le transfert de compétences au 31 décembre 2016 permettant la transformation de la Communauté d'agglomération Orléans Val de Loire en communauté urbaine et ultérieurement en métropole sous réserve d’une évolution favorable de la législation. La transformation de la communauté d'agglomération en communauté urbaine à compter du 1er janvier 2017 ainsi que ses statuts sont approuvés par arrêté préfectoral du 22 décembre 2016.

## Syndicats
Le département comptait 184 syndicats en 2016. Le nombre de ces syndicats intercommunaux et syndicats mixtes reste significatif face aux EPCI à fiscalité propre et laisse apparaître des marges de progrès. Des évolutions vont naturellement intervenir avec les fusions et extensions des périmètres des communautés de communes au 1er janvier 2017 et vont se combiner avec les prises de compétences en matière de collecte et traitement des déchets (2017), mais aussi d’eau et assainissement (2020).
Au 1er janvier 2020, le département compte 153 syndicats, dont 33 SIVOM, 87 SIVU, 27 syndicats mixtes fermés et 6 syndicats mixtes ouverts.